# Asiacosa ovchinnikovi
Espèce
Asiacosa ovchinnikovi est une espèce d'araignées aranéomorphes de la famille des Lycosidae.

## Distribution
Cette espèce est endémique de la province de Khatlon au Tadjikistan,. Elle se rencontre vers Khovaling.

## Description
La carapace du mâle holotype mesure 6,50 mm de long sur 4,65 mm et l'abdomen 6,15 mm de long sur 3,25 mm et la carapace de la femelle paratype 7,25 mm de long sur 4,85 mm et l'abdomen 7,40 mm de long sur 5,00 mm.

## Systématique et taxinomie
Cette espèce a été décrite par Logunov en 2025.

## Étymologie
Cette espèce est nommée en l'honneur de Sergei V. Ovtchinnikov.

## Publication originale
- Logunov, 2025 : « Further notes on the wolf spider genus Asiacosa Logunov, 2023 (Aranei: Lycosidae). » Arthropoda Selecta, vol. 34, no 2, p. 273-280.